# Сила
Си́ла — физическая векторная величина, являющаяся мерой воздействия на данное тело со стороны других тел или внешнего поля. Приложение силы может приводить к изменению скорости тела или к деформациям и механическим напряжениям (в самом теле, если оно имеет конечные размеры, и в фиксирующих его объектах, например, пружинах).
Взаимодействие тел, в том числе при их контакте, всегда осуществляется посредством создаваемых телами полей. Различные взаимодействия сводятся к четырём фундаментальным; согласно Стандартной модели физики элементарных частиц, эти фундаментальные взаимодействия (слабое, электромагнитное, сильное и, предположительно, гравитационное) реализуются путём обмена калибровочными бозонами.
Для обозначения силы обычно используется символ F — от лат. fortis (сильный).
В современных учебниках физики сила рассматривается как причина ускорения. Важнейший физический закон, в который входит сила, — второй закон Ньютона. Он гласит, что в инерциальных системах отсчёта ускорение материальной точки по направлению совпадает с равнодействующей силой, то есть суммой сил, приложенных к данной точке, а по модулю прямо пропорционально модулю равнодействующей и обратно пропорционально массе материальной точки.
Слово «сила» в русском языке является многозначным и нередко используется (само или в сочетаниях, в науке и обиходных ситуациях) в смыслах, отличных от физической трактовки термина.

## Общая информация

### Об определении силы
Для силы не существует стандартизированного определения — ни достаточно информативного словесного, ни в виде математической формулы. Данное положение вещей является предметом дискуссий с участием крупнейших учёных со времён Ньютона. Отсутствие консенсусного семантического определения силы может быть восполнено изложением способов её измерения и создания, в сочетании с описанием свойств обсуждаемой величины — в терминах логики этим конструируется так называемое операциональное определение.
В физических величинах сила выражается как произведение массы на ускорение {\displaystyle m{\vec {a}}} согласно второму закону Ньютона или как произведение коэффициента упругости на деформацию {\displaystyle k\Delta l\cdot {\vec {e}}_{x}} ({\displaystyle {\vec {e}}_{x}} — орт) согласно закону Гука. Приведённые выражения часто являются базовыми для измерения силы, но служить её дефиницией не могут — иначе соответствующие законы превратились бы в тавтологию.

### Характеристики силы
Сила является векторной величиной. Она характеризуется модулем, направлением и точкой приложения. Также используют понятие линия действия силы, означающее проходящую через точку приложения силы прямую, вдоль которой направлена сила.
Зависимость силы от расстояния между телами может иметь различный вид, однако, как правило, при больших расстояниях сила стремится к нулю — поэтому отдалением рассматриваемого тела от других тел с хорошей точностью обеспечивается ситуация «отсутствия внешних сил». Исключения возможны в некоторых задачах космологии, касающихся тёмной энергии.
Кроме разделения по типу фундаментальных взаимодействий, существуют иные классификации сил, в том числе: внешние—внутренние (то есть действующие на материальные точки (тела) данной механической системы со стороны материальных точек (тел) не принадлежащих этой системе и силы взаимодействия между материальными точками (телами) данной системы), потенциальные и нет (потенциально ли поле изучаемых сил), упругие—диссипативные, сосредоточенные—распределённые (приложены в одной или многих точках), постоянные или переменные во времени.
При переходе из одной инерциальной системы отсчёта в другую преобразование сил осуществляется так же, как и полей соответствующей природы (например, электромагнитных, если сила электромагнитная). В классической механике сила является инвариантом преобразований Галилея.
Системой сил называется совокупность сил, действующих на рассматриваемое тело или на точки механической системы. Две системы сил называют эквивалентными, если их действие по отдельности на одно и то же твердое тело или материальную точку одинаково при прочих равных условиях.
Уравновешенной системой сил (или системой сил, эквивалентной нулю) называется система сил, действие которой на твердое тело или материальную точку не приводит к изменению их кинематического состояния.

### Размерность силы
Размерность силы в Международной системе величин (англ. International System of Quantities, ISQ), на которой базируется Международная система единиц (СИ), и в системе величин LMT, используемой в качестве основы для системы единиц СГС, — LMT−2. Единицей измерения в СИ является ньютон (русское обозначение: Н; международное: N), в системе СГС — дина (русское обозначение: дин, международное: dyn).

### Примеры величин сил
| Пример                                                               | Сила (Н)                            |
| -------------------------------------------------------------------- | ----------------------------------- |
| Сила притяжения между Солнцем и Землёй                               | {\displaystyle 3{,}5\times 10^{22}} |
| Сила притяжения между Землёй и Луной                                 | {\displaystyle 2{,}0\times 10^{20}} |
| Сила тяги двигателей первой и второй ступеней ракеты-носителя «Союз» | {\displaystyle 4{,}0\times 10^{6}}  |
| Сила тяги тепловоза 2ТЭ70                                            | {\displaystyle 6{,}1\times 10^{5}}  |
| Сила притяжения между электроном и протоном в атоме водорода         | {\displaystyle 2{,}0\times 10^{-8}} |
| Сила звукового давления в ухе человека у порога слышимости           | {\displaystyle 2{,}0\times 10^{-9}} |

### Равнодействующая системы сил
Если к незакреплённому телу приложено несколько сил, то каждая из них сообщает телу такое ускорение, какое она сообщила бы в отсутствие действия других сил. Это утверждение, основанное на опытных фактах, носит название принципа независимости действия сил (принципа суперпозиции). Поэтому при расчёте ускорения тела все действующие на него силы заменяют одной силой, называемой равнодействующей, а именно векторной суммой действующих сил. В частном случае равенства равнодействующей сил нулю ускорение тела как целого также будет нулевым. Для материальной точки нулевое значение равнодействующей означает, что система сил является уравновешенной; для тела конечных размеров достижение уравновешенности сил дополнительно требует равенства нулю суммы их моментов (иначе тело сможет приобретать угловое ускорение, см. подробнее).

### Измерение сил
Для измерения сил используются два метода: статический и динамический.
- Статический метод заключается в уравновешивании измеряемой силы другой силой, значение которой известно. Например, в качестве уравновешивающей силы может выступать сила упругости, возникающая в градуированной пружине, деформированной исследуемой силой. На использовании статического метода основаны приборы, называемые динамометрами.
- Динамический метод основан на использовании уравнения второго закона Ньютона {\displaystyle m{\vec {a}}={\vec {F}}}. Уравнение позволяет найти силу {\displaystyle {\vec {F}}}, действующую на тело, если известны масса тела {\displaystyle m} и ускорение {\displaystyle {\vec {a}}} его поступательного движения относительно инерциальной системы отсчёта (ИСО).

## Исторический аспект понятия «сила»

### В древнем мире
Человечество вначале стало воспринимать понятие силы через непосредственный опыт передвижения тяжёлых предметов. «Сила», «мощность», «работа» при этом были синонимами (как и в современном языке за пределами естествознания). Перенос личных ощущений на объекты природы привёл к антропоморфизму: все предметы, которые могут воздействовать на другие (реки, камни, деревья) должны быть живыми, в живых существах должна содержаться та же сила, которую человек чувствовал в себе.
С развитием человечества сила была обожествлена, причём как египетский, так и месопотамский боги силы символизировали не только жестокость и мощь, но и наведение порядка во вселенной. Всемогущий Бог Библии также несёт в своих именах и эпитетах ассоциации с силой.

### В античности
Когда греческие учёные стали задумываться о природе движения, понятие силы возникло как часть учения Гераклита о статике как балансе противоположностей. Эмпедокл и Анаксагор пытались объяснить причину движения и пришли к понятиям, близким к понятию силы. У Анаксагора «ум» движет внешней по отношению к нему материей. У Эмпедокла движение вызывается борьбой двух начал, «любви» (филии) и «вражды» (фобии), которые Платон рассматривал как притяжение и отталкивание. При этом взаимодействие, по Платону, объяснялось в терминах четырёх элементов (огня, воды, земли и воздуха): близкие вещи притягиваются, земля к земле, вода к воде, огонь к огню. В древнегреческой науке каждый элемент также имел своё место в природе, которое старался занять. Таким образом, сила тяжести, например, объяснялась двумя способами: притяжением подобных вещей и стремлением элементов занять своё место. В отличие от Платона, Аристотель последовательно занимал вторую позицию, что отложило концепцию общей силы тяготения, которая бы объясняла движение земных и небесных тел, до времён Ньютона.
Для обозначения понятия силы Платон использовал термин «динамис» («возможность» движения). Термин употреблялся в расширенном смысле, близком к современному понятию мощности: химические реакции, тепло и свет все также представляли собой динамисы.
Аристотель рассматривал две разные силы: присущую самому телу («природу», физис) и силу, с которой одно тело тянет или толкает другое (при этом тела должны быть в контакте). Именно это понятие о силе и легло в основу аристотелевой механики, хотя дуализм и препятствовал количественному определению силы взаимодействия двух тел (так как вес был природной силой, не связанной с взаимодействием, и потому не мог использоваться в качестве стандарта). В случае природного движения (падения тяжёлого или подъёма лёгкого тела) Аристотель предложил формулу для скорости в виде отношения плотностей движущегося тела A и среды, сквозь которую происходит движение, B: v=A/B (очевидная проблема для случая равных плотностей была отмечена уже в VI веке).
Изучением сил в процессе конструирования простых механизмов занимался в III в. до н. э. Архимед. Архимед рассматривал силы в статике и чисто геометрически, и потому его вклад в развитие понятия силы незначителен.
Вклад в развитие понятие силы внесли стоики. Согласно их учению, силы неразрывно связывали два тела через дальнодействующую «симпатию» или (у Посидония) через всеобщее напряжение, пронизывающее всё пространство. Стоики пришли к этим выводам путём наблюдения за приливами, где взаимодействие Луны, Солнца и воды в океане было трудно объяснить с позиции Аристотелева близкодействия (сам Аристотель считал, что Солнце, садясь в океан, вызывает ветры, приводящие к приливам).

### В доклассической механике
Бэкон и Оккам вернули в науку идею о дальнодействии.
Бэкон называл дальнодействующие силы species (обычно этот специфичный для Бэкона термин не переводится) и рассматривал их распространение в среде как цепочку близких взаимодействий. Такие силы, по Бэкону, имели вполне телесный характер, ближайшим эквивалентом в современной физике является волна.
Оккам первым отказался от аристотелевского описания взаимодействия как непосредственного контакта и декларировал возможность движителя воздействовать на движимое на расстоянии, приведя в качестве одного из примеров магниты.
Ревизии подвергалась и аристотелевская формула v=A/B. Уже в VI веке Иоанн Филопон рассматривал в качестве правой части разность A-B, что кроме проблемной ситуации с одинаковыми плотностями позволило также описать движение в вакууме. В XIV веке Брадвардин предложил формулу v=log(A/B).

### У Кеплера
Взгляды Кеплера на силу претерпели быстрое изменение. Ещё в 1600 году Кеплер рассматривает силы как свойство, подобное душе, которое руководит движением небесных тел. Однако уже к 1605 году Кеплер пришёл к выводу, что притяжение — это не действие, а реакция, силы притяжения относятся к материальному миру и подлежат математическому изучению. В 1607 году Кеплер пришёл к выводу, что приливы вызываются воздействием силы притяжения Луны на океаны. По мнению М. Джеммера, Кеплер пришёл к идее единой теории тяготения, охватывающей как падение тел, так и движение Луны, до Ньютона.

### В классической механике
С зарождением классической механики Бекманом и Декартом был сформулирован закон сохранения количества движения. После осознания этого факта, который похоронил аристотелевскую связь силы и скорости, у исследователей оставалось два выхода: определить силу как причину изменения скорости или отбросить понятие силы как таковое. Сам Декарт вначале применял понятие силы, чтобы объяснить ускоренное падение тела на землю, но со временем в попытке геометризации физики пришёл к выводу, что понятие силы является искусственным, и в 1629 году описывал процесс свободного падения без упоминания «силы». С другой стороны, Галилей недвусмысленно рассматривал силу как причину увеличения скорости свободного падения.

### У Ньютона
В трудах Ньютона понятие силы было тесно связано с тяготением, поскольку интерпретация кеплеровских результатов в области движения планет в то время занимала все умы. Впервые понятие силы (лат. vis) встречается у Ньютона в «Началах» в двух контекстах: «присущей силы» (лат. vis insita), ньютоновской силы инерции и «приложенной силы» (лат. vis impressa), отвечающей за изменение движения тела. Ньютон также отдельно выделял центростремительную силу (к которой относил тяготение) с несколькими разновидностями: абсолютную силу (подобную современному полю тяготения), ускоряющую силу (эффект тяготения на единицу массы, современное ускорение) и движущую (произведение массы на ускорение). Ньютон не даёт общего определения силы. Как отмечает М. Джеммер, второй закон Ньютона не является определением силы у самого автора закона (который явно различал определения и законы), сила у Ньютона является пресуществующим понятием, интуитивно эквивалентным силе мускулов.

### Современность
Конец XX века охарактеризовался спорами о том, необходимо ли в науке понятие силы и существуют ли силы в принципе — или это только термин, введённый для удобства.
Бигелоу с соавторами в 1988 году аргументировали, что силы по сути определяют причинно-следственные отношения и потому не могут быть отброшены. М. Джеммер на это возразил, что в Стандартной модели и других физических теориях сила трактуется лишь как обмен моментом импульса, понятие силы потому сводится к более простому «взаимодействию» между частицами. Это взаимодействие описывается в терминах обмена дополнительными частицами (фотонами, глюонами, бозонами и, возможно, гравитонами). Джеммер приводит следующее упрощённое пояснение: два конькобежца скользят по льду плечо к плечу, у обоих в руках находится по мячу. Быстрый и одновременный обмен мячами приведёт к отталкивающему взаимодействию.
Стиннер отмечает, что эйнштейновский принцип эквивалентности сил гравитации и инерции по сути уничтожает понятие силы, в общей теории относительности внешние силы (F из уравнения F=ma) отсутствуют.

## Силы в ньютоновской механике
Ньютон задался целью описать движение объектов, используя понятия инерции и силы. Сделав это, он попутно установил, что всякое механическое движение подчиняется общим законам сохранения. В 1687 г. Ньютон опубликовал свой знаменитый труд «Математические начала натуральной философии», в котором изложил три основополагающих закона классической механики (законы Ньютона).

### Первый закон Ньютона
Первый закон Ньютона утверждает, что существуют системы отсчёта, в которых тела сохраняют состояние покоя или равномерного прямолинейного движения при отсутствии действий на них со стороны других тел или при взаимной компенсации этих воздействий. Такие системы отсчёта называются инерциальными. Ньютон предположил, что каждый массивный (подразумевается: «обладающий массой», а не «громоздкий») объект имеет определённый запас инерции, характеризующий «естественное состояние» движения этого объекта. Эта идея отрицает взгляд Аристотеля, который рассматривал только покой «естественным состоянием» объекта. Первый закон Ньютона противоречит аристотелевской физике, одним из положений которой является утверждение о том, что тело может двигаться с постоянной скоростью лишь под действием силы. Тот факт, что в механике Ньютона в инерциальных системах отсчёта покой неотличим от равномерного прямолинейного движения, является обоснованием принципа относительности Галилея. Среди совокупности тел принципиально невозможно определить, какие из них находятся «в движении», а какие «покоятся». Говорить о движении можно лишь относительно конкретной системы отсчёта. Законы механики выполняются одинаково во всех инерциальных системах, другими словами, все они механически эквивалентны. Последнее следует из так называемых преобразований Галилея.

### Второй закон Ньютона
Второй закон Ньютона имеет вид:
{\displaystyle m{\vec {a}}={\vec {F}},}
где {\displaystyle m} — масса материальной точки, {\displaystyle {\vec {a}}} − её ускорение, {\displaystyle {\vec {F}}} — равнодействующая приложенных сил.
Считается, что это «вторая самая известная формула в физике» («первой» значится формула эквивалентности массы и энергии), хотя сам Ньютон никогда явным образом не записывал свой второй закон в этом виде. Впервые данную форму закона можно встретить в трудах К. Маклорена и Л. Эйлера.

### Третий закон Ньютона
Для любых двух тел (назовём их тело 1 и тело 2) третий закон Ньютона утверждает, что сила действия тела 1 на тело 2 сопровождается появлением равной по модулю, но противоположной по направлению силы, действующей на тело 1 со стороны тела 2. Математически закон записывается так:
{\displaystyle {\vec {F}}_{1,2}=-{\vec {F}}_{2,1}.}
Этот закон означает, что силы всегда возникают парами «действие-противодействие».

## Фундаментальные взаимодействия
Все силы в природе основаны на четырёх типах фундаментальных взаимодействий. Максимальная скорость распространения всех видов взаимодействия равна скорости света в вакууме. Электромагнитные силы действуют между электрически заряженными телами, гравитационные — между массивными объектами. Сильное и слабое проявляются только на очень малых расстояниях, они ответственны за возникновение взаимодействия между субатомными частицами, включая нуклоны, из которых состоят атомные ядра.
Интенсивность сильного и слабого взаимодействия измеряется в единицах энергии (электрон-вольтах), а не единицах силы, и потому применение к ним термина «сила» объясняется существующей с античности традицией объяснять любые явления в окружаемом мире действием специфических для каждого явления «сил».
Понятие силы не может быть применено по отношению к явлениям субатомного мира. Это понятие из арсенала классической физики, ассоциирующейся (пусть даже только подсознательно) с ньютоновскими представлениями о силах, действующих на расстоянии. В субатомной физике таких сил уже нет: их заменяют взаимодействия между частицами, происходящие через посредство полей, то есть каких-то других частиц. Поэтому физики высоких энергий избегают употреблять слово сила, заменяя его словом взаимодействие.
Взаимодействие каждого типа обусловлено обменом соответствующими «переносчиками»: электромагнитное — виртуальными фотонами, слабое — векторными бозонами, сильное — глюонами (а на больших расстояниях — мезонами). В отношении гравитационного взаимодействия имеются теоретические предположения (например, в теории струн или М-теории), что с ним также может быть связан свой переносчик-бозон, называемый гравитоном, но его существование пока не доказано. Эксперименты по физике высоких энергий, проведённые в 70−80-х годах XX в., подтвердили идею о том, что слабое и электромагнитное взаимодействия являются проявлениями более глобального электрослабого взаимодействия. В настоящее время делаются попытки объединения всех четырёх фундаментальных взаимодействий в одно (так называемая теория великого объединения).

### Гравитация
Гравитация (сила тяготения) — универсальное взаимодействие между любыми видами материи. В рамках классической механики описывается законом всемирного тяготения, сформулированным Ньютоном в уже упомянутом труде «Математические начала натуральной философии». Ньютон получил величину ускорения, с которым Луна движется вокруг Земли, положив при расчёте, что сила тяготения убывает обратно пропорционально квадрату расстояния от тяготеющего тела. Кроме этого, им же было установлено, что ускорение, обусловленное притяжением одного тела другим, пропорционально произведению масс этих тел. На основании этих двух выводов был сформулирован закон тяготения: любые материальные частицы притягиваются по направлению друг к другу с силой {\displaystyle F}, прямо пропорциональной произведению масс ({\displaystyle m_{1}} и {\displaystyle m_{2}}) и обратно пропорциональной квадрату расстояния {\displaystyle R} между ними:
{\displaystyle F=G{\frac {m_{1}m_{2}}{R^{2}}}.}
Здесь {\displaystyle G} — гравитационная постоянная, значение которой впервые получил в своих опытах Генри Кавендиш. Используя данный закон, можно получить формулы для расчёта силы тяготения тел произвольной формы. Теория тяготения Ньютона хорошо описывает движение планет Солнечной системы и многих других небесных тел. Однако, в её основе лежит концепция дальнодействия, противоречащая теории относительности. Поэтому классическая теория тяготения неприменима для описания движения тел, перемещающихся со скоростью, близкой к скорости света, гравитационных полей чрезвычайно массивных объектов (например, чёрных дыр), а также переменных полей тяготения, создаваемых движущимися телами, на больших расстояниях от них.
Более общей теорией гравитации является общая теория относительности Альберта Эйнштейна. В ней гравитация не характеризуется инвариантной силой, не зависящей от системы отсчёта. Вместо этого свободное движение тел в гравитационном поле, воспринимаемое наблюдателем как движение по искривлённым траекториям в трёхмерном пространстве-времени с переменной скоростью, рассматривается как движение по инерции по геодезической линии в искривлённом четырёхмерном пространстве-времени, в котором время в разных точках течёт по-разному. Причём эта линия в некотором смысле «наиболее прямая» — она такова, что пространственно-временной промежуток (собственное время) между двумя пространственно-временными положениями данного тела максимален. Искривление пространства зависит от массы тел, а также от всех видов энергии, присутствующих в системе.

### Электромагнитное взаимодействие
Электростатическое поле (поле неподвижных зарядов)
Развитие физики после Ньютона добавило к трём основным (длина, масса, время) величинам электрический заряд с размерностью «кулон» (C). Однако, исходя из требований практики, в качестве основной единицы измерения стали использовать не единицу заряда, а единицу силы электрического тока. Так, в системе СИ основной единицей является ампер, а единица заряда — кулон — производная от него.
Поскольку заряд как таковой не существует независимо от несущего его тела, электрическое взаимодействие тел проявляется в виде рассматриваемой в механике силы, служащей причиной ускорения. Применительно к электростатическому взаимодействию двух точечных зарядов с величинами {\displaystyle q_{1}} и {\displaystyle q_{2}}, располагающихся в вакууме, используется закон Кулона. В форме, соответствующей системе СИ, он имеет вид:
{\displaystyle {\vec {F}}_{12}={\frac {1}{4\pi \varepsilon _{0}}}\cdot {\frac {q_{1}\cdot q_{2}}{r_{12}^{2}}}{\frac {{\vec {r}}_{12}}{r_{12}}}},
где {\displaystyle {\vec {F}}_{12}} — сила, с которой заряд 1 действует на заряд 2, {\displaystyle {\vec {r}}_{12}} — вектор, направленный от заряда 1 к заряду 2 и по модулю равный расстоянию между зарядами, а {\displaystyle \varepsilon _{0}} — электрическая постоянная, равная ≈ 8,854187817•10−12 Ф/м. При помещении зарядов в однородную и изотропную среду сила взаимодействия уменьшается в {\displaystyle \varepsilon } раз, где {\displaystyle \varepsilon } — диэлектрическая проницаемость среды.
Сила направлена вдоль линии, соединяющей точечные заряды. Графически электростатическое поле принято изображать в виде картины силовых линий, эти линии начинаются на одном и заканчиваются на другом заряде.
Магнитостатическое поле (поле постоянных токов)
Существование магнитного поля признавалось ещё в средние века китайцами, использовавшими «любящий камень» — магнит в качестве прообраза магнитного компаса. Графически магнитное поле принято изображать в виде замкнутых силовых линий, густота которых (так же, как и в случае электростатического поля) определяет его интенсивность. Исторически наглядным способом визуализации магнитного поля были железные опилки, насыпаемые, например, на лист бумаги, положенный на магнит.
Эрстед установил, что текущий по проводнику ток вызывает отклонение магнитной стрелки.
Фарадей пришёл к выводу, что вокруг проводника с током создаётся магнитное поле.
Ампер высказал гипотезу, признанную в физике в качестве модели процесса возникновения магнитного поля, которая предполагает существование в материалах микроскопических замкнутых токов, обеспечивающих совместно эффект естественного или наведённого магнетизма.
Ещё, Ампером было установлено, что в находящейся в вакууме системе отсчёта, по отношению к которой заряд находится в движении, то есть ведёт себя как электрический ток, возникает магнитное поле, интенсивность которого определяется вектором магнитной индукции {\displaystyle {\vec {B}}}, лежащим в плоскости, расположенной перпендикулярно по отношению к направлению движения заряда.
Тот же Ампер впервые измерил силу взаимодействия двух параллельных проводников с текущими по ним токами. Один из проводников создавал вокруг себя магнитное поле, второй реагировал на это поле сближением или удалением с поддающейся измерению силой, зная которую и величину силы тока можно было определить модуль вектора магнитной индукции.
Силовое взаимодействие между электрическими зарядами, не находящимися в движении относительно друг друга, описывается законом Кулона. Однако заряды, находящиеся в таком движении, порождают и магнитные поля, посредством которых созданные движением зарядов токи в общем случае приходят в состояние силового взаимодействия.
Принципиальным отличием силы, возникающей при относительном движении зарядов, от случая их стационарного размещения, является различие в геометрии этих сил. Для случая электростатики сила взаимодействия двух зарядов направлена по линии, их соединяющей. Поэтому геометрия задачи двумерна и рассмотрение ведётся в плоскости, проходящей через эту линию.
В случае токов сила, характеризующая магнитное поле, создаваемое током, расположена в плоскости, перпендикулярной току. Поэтому картина явления становится трёхмерной. Магнитное поле, создаваемое бесконечно малым по длине элементом первого тока, взаимодействуя с таким же элементом второго тока, в общем случае создаёт силу, действующую на него. При этом для обоих токов эта картина полностью симметрична в том смысле, что нумерация токов произвольна.
Закон взаимодействия токов используется для эталонирования постоянного электрического тока.

### Сильное взаимодействие
Сильное взаимодействие — фундаментальное короткодействующее взаимодействие между адронами и кварками.
В атомном ядре сильное взаимодействие удерживает вместе положительно заряженные (испытывающие электростатическое отталкивание) протоны, происходит это посредством обмена пи-мезонами между нуклонами (протонами и нейтронами). Пи-мезоны живут очень мало, времени жизни им хватает лишь на то, чтобы обеспечить ядерные силы в радиусе ядра, потому ядерные силы называют короткодействующими. Увеличение количества нейтронов «разбавляет» ядро, уменьшая электростатические силы и увеличивая ядерные, но при большом количестве нейтронов они сами, будучи фермионами, начинают испытывать отталкивание вследствие принципа Паули. Также при слишком сильном сближении нуклонов начинается обмен W-бозонами, вызывающий отталкивание, благодаря этому атомные ядра не «схлопываются».
Внутри самих адронов сильное взаимодействие удерживает вместе кварки — составные части адронов. Квантами сильного поля являются глюоны. Каждый кварк имеет один из трёх «цветовых» зарядов, каждый глюон состоит из пары «цвет»-«антицвет». Глюоны связывают кварки в так называемый «конфайнмент», из-за которого на данный момент свободные кварки в эксперименте не наблюдались. При отдалении кварков друг от друга энергия глюонных связей возрастает, а не уменьшается как при ядерном взаимодействии. Затратив много энергии (столкнув адроны в ускорителе), можно разорвать кварк-глюонную связь, но при этом происходит выброс струи новых адронов. Впрочем, свободные кварки могут существовать в космосе: если какому-то кварку удалось избежать конфайнмента во время Большого взрыва, то вероятность аннигилировать с соответствующим антикварком или превратиться в бесцветный адрон для такого кварка исчезающе мала.

### Слабое взаимодействие
Слабое взаимодействие — фундаментальное короткодействующее взаимодействие. Радиус действия 10−18 м. Симметрично относительно комбинации пространственной инверсии и зарядового сопряжения. В слабом взаимодействии участвуют все фундаментальные фермионы (лептоны и кварки). Это единственное взаимодействие, в котором участвуют нейтрино (не считая гравитации, пренебрежимо малой в лабораторных условиях), чем объясняется колоссальная проникающая способность этих частиц. Слабое взаимодействие позволяет лептонам, кваркам и их античастицам обмениваться энергией, массой, электрическим зарядом и квантовыми числами — то есть превращаться друг в друга. Одно из проявлений — бета-распад.

## Производные виды сил
Всё многообразие проявляющих себя в природе сил в принципе может быть сведено к четырём фундаментальным, представленным в предыдущем разделе. Другими словами, сила взаимодействия двух тел всегда может быть условно записана как 
{\displaystyle {\vec {F}}=\sum _{i,j}\left[\sum _{s}{\vec {F}}_{i,j}^{(s)}\right]},
где суммирование идёт по парным взаимодействиям малых элементов (на которые мысленно разбиты тела: {\displaystyle i=1,..,N_{1}} и {\displaystyle j=1,..,N_{2}}), осуществляемым четырьмя способами: {\displaystyle s=g,em,s,w} (гравитационное, электромагнитное, сильное, слабое; могут участвовать не все из них).
Например, трение — это проявление электромагнитных сил, действующих между атомами двух соприкасающихся поверхностей, и принципа запрета Паули, который не позволяет атомам проникать в область друг друга. Сила, возникающая при деформации пружины, описываемая законом Гука, также является результатом действия электромагнитных сил между частицами и принципа запрета Паули, заставляющих атомы кристаллической решётки вещества удерживаться около положения равновесия. Сила тяжести — это результат действия фундаментального гравитационного притяжения на планете.
Однако на практике подобная детализация природы разных сил часто оказывается нецелесообразной или невозможной. Поэтому силы, «производные» по отношению к фундаментальным, обычно рассматриваются как самостоятельные характеристики взаимодействия тел и имеют свои наименования: «сила натяжения», «сила Ван-дер-Ваальса» и другие (см. список названий сил в физике).

## Сила инерции
Под силой инерции в большинстве случаев подразумевается так называемая эйлерова сила инерции — фактор, который в неинерциальной системе отсчёта, совместно с обычными силами {\displaystyle {\vec {F}}} (обсуждавшимися в предыдущих разделах и обусловленными реальным взаимодействием тела с полями других тел), обеспечивает возникновение ускорения рассматриваемого тела. Указанный фактор характеризуется как фиктивная или псевдо- сила, что указывает на его сущность. Оперирование силами инерции позволяет применять основные теоремы динамики при анализе движения в неинерциальных системах, который в ряде случаев более удобен, чем рассмотрение в ИСО. Второй закон Ньютона в этом случае будет выглядеть как {\displaystyle m{\vec {a}}={\vec {F}}+{\vec {F}}_{in}}, то есть аналогично записи для ИСО с добавлением фактора инерции, обозначенного через {\displaystyle {\vec {F}}_{in}} и имеющего размерность силы. Он представляет собой сумму силы инерции от переносного движения и кориолисовой силы: {\displaystyle {\vec {F}}_{in}={\vec {F}}_{e}+{\vec {F}}_{C}}. Из переносной силы {\displaystyle {\vec {F}}_{e}} в общем случае выделяются поступательная, вращательная и центробежная составляющие. Если неинерциальная система движется поступательно со скоростью {\displaystyle {\vec {V}}} и ускорением {\displaystyle d{\vec {V}}/dt}, то {\displaystyle {\vec {F}}_{e}=-m\cdot d{\vec {V}}/dt}.
Реже под силой инерции понимается искусственно вводимая в ИСО д'аламберова сила, позволяющая представить движение как статическое равновесие. Ещё реже говорят о ньютоновой силе инерции, имея в виду силу противодействия (действующую на ускоряющее тело со стороны ускоряемого тела).
Однако при традиционном рассмотрении движения тела в ИСО никаких сил инерции не вводится и нанесение на диаграмму сил, действующих на тело, силы инерции, является ошибкой. 
Ввиду равенства инертной и гравитационной масс, согласно принципу эквивалентности сил гравитации и инерции, локально невозможно отличить, какая сила действует на данное тело — гравитационная или же сила инерции.

## Слово сила в «несиловых» терминах
В физике существуют величины, в наименованиях которых присутствует слово «сила», но которые не относятся к силам ни по смыслу, ни по размерности. Так, говорят о силе тока (измеряется в амперах), электродвижущей силе (единица — вольт), силе излучения (ватт/ср). 
Подобное употребление слова «сила» встречается и в понятийном аппарате смежных наук, особенно физической химии (сила кислоты, сила основания), а также в других сферах. 